# Europäische Medien- und Business-Akademie
Die Europäische Medien- und Business-Akademie (EMBA) war eine private Business-Akademie im Rahmen des akkreditierten „Dezentralen Hochschulstudium“ (DHS) der Hochschule Mittweida.

## Geschichte
Die Europäische Medien- und Business-Akademie wurde 2007 gegründet. Sie hatte ihren Sitz in Hamburg, Berlin und seit 1. April 2011 in Düsseldorf. Der Standort im Düsseldorfer Medienhafen befand sich im Colorium. Er wurde 2013 erweitert und bot Platz für 230 Studenten. In Hamburg saß die EMBA in Hamburg-Eppendorf und in Berlin-Wilmersdorf auf dem MedienCampus
Träger der EMBA waren zu 85 % die EUBA – Europäische Bildungs- und Ausbildungsgesellschaft mbH sowie zu 15 % die AMAK AG der Hochschule Mittweida. Mehrheitsgesellschafter der EUBA war der Medienunternehmer Thomas Dittrich. Das DHS-Modell ermöglichte an der EMBA ein privates Studium, das zugleich mit dem Abschluss einer staatlichen Hochschule abschließt. 2021 hat die EMBA – Europäische Medien- und Business-Akademie GmbH Insolvenz angemeldet und sich aufgelöst.

## Studiengänge
Die EMBA war auf die Medien- und Management-Studiengänge „Angewandte Medien“, „Business Management“ und „Digital Business Management“ spezialisiert. In den drei Studiengängen war die Auswahl in 16 Studien-Fachrichtungen möglich. Die sechssemestrigen Bachelor-Studiengänge und -richtungen wurden 2016 von der Zentrale Evaluations- und Akkreditierungsagentur reakkreditiert bzw. akkreditiert (Digital Business Management).
Zum Wintersemester 2017/2018 bestand die EMBA aus 25 festangestellten Mitarbeitern sowie 250 semesterweise verpflichteten Lehrbeauftragten und Dozenten bei ca. 500 Studenten an den drei Standorten Hamburg, Düsseldorf und Berlin. Unter den Gastdozenten befinden sich Manfred Güllner, Geschäftsführer des Meinungsforschungs-Instituts „forsa“, Bernd Kundrun, ehemaliger Verlagschef von Gruner & Jahr, Claus Strunz, ehemaliger Chefredakteur des Hamburger Abendblatts und Thomas Voigt, Kommunikationsdirektor beim Otto-Versand.

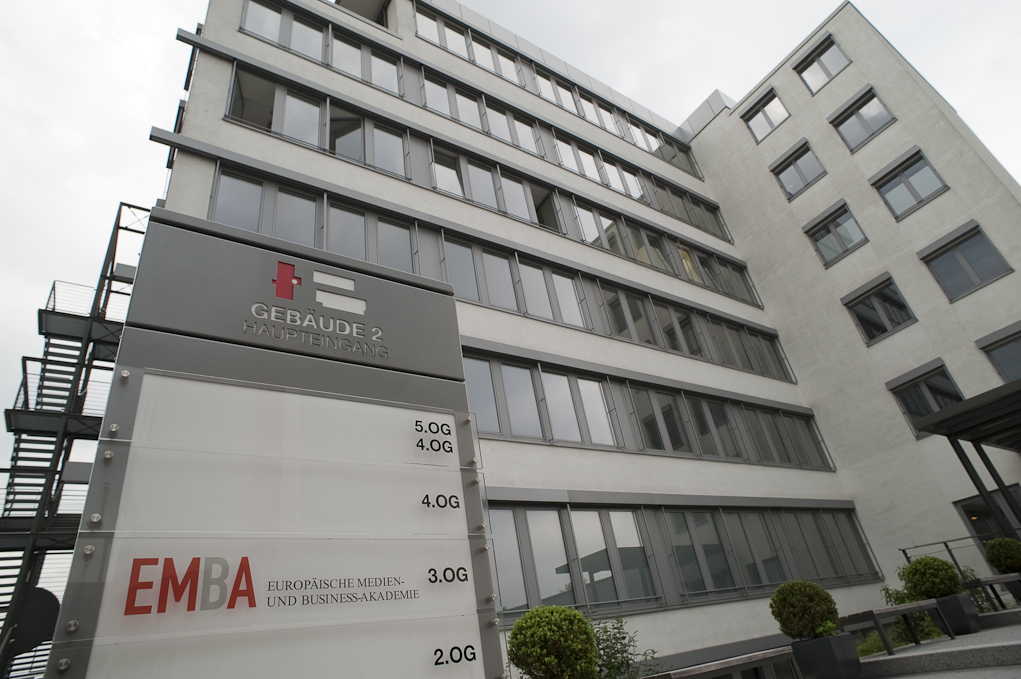
EMBA Campus Hamburg

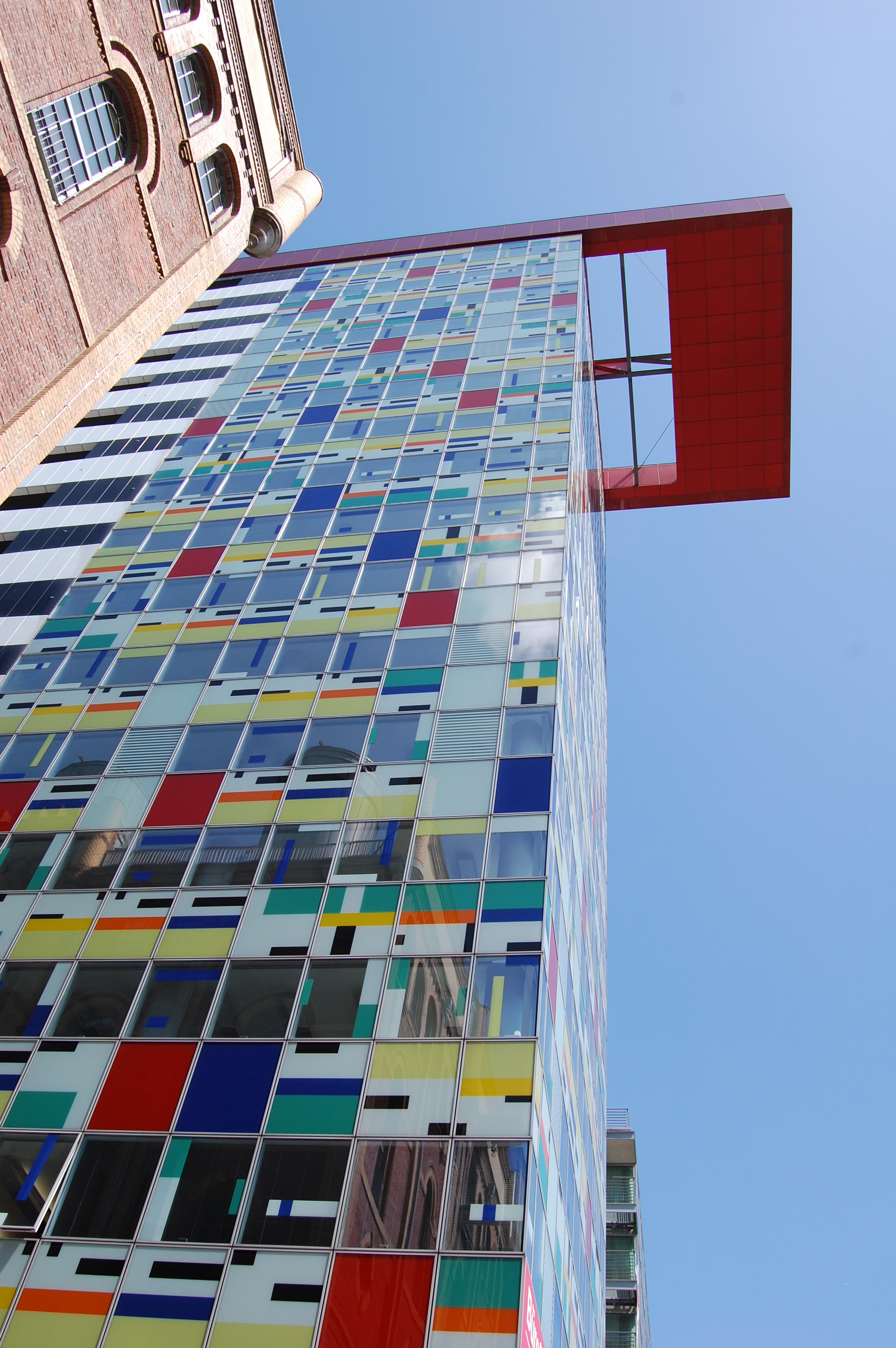
EMBA Campus Düsseldorf

- Angewandte Medien (Bachelor of Arts)
  - Kommunikations- und Medienmanagement
  - Sportjournalismus und Management
  - Sport-, Event- und Medienmanagement
  - Digital Design und Management
  - Musikmanagement und Konzertmanagement
- Business Management (Bachelor of Arts)
  - Internationales Marketing und Management
  - Tourismus-, Hotel- und Eventmanagement
  - Internationales Hotel-, Resort- und Cruisemanagement
  - Werbe- und Wirtschaftspsychologie
  - Mode-, Trend- und Markenmanagement
- Digital Business Management (Bachelor of Arts)
  - Digital Marketing Management
  - E-Commerce und Digital Retail Management
  - Smart und Mobility Management
  - Digital Sports und Health Management
  - Digital Business Management
  - Digital Technology Management
  - Big Data Management

## Wissenschaftlicher Beirat
Den Wissenschaftlichen Beirat bildeten Ludwig Hilmer (Rektor der Hochschule Mittweida und Gründungsdekan der Fakultät Medien), Günther Grassau (Studiendekan Medienmanagement an der Hochschule Mittweida) sowie Michael Hösel (Dekan der Fakultät Medien an der Hochschule Mittweida). Der wissenschaftliche Beirat unterstützte die Akademische Leitung der EMBA im Studienalltag und beriet bei der Fort- und Weiterentwicklung von Studienangeboten.

## Mitgliedschaften und Netzwerke
Die EMBA war Mitglied in den Branchennetzwerken Hamburg@work, media.net berlinbrandenburg sowie Digitale Stadt Düsseldorf e.V.

## Preise und Auszeichnungen
Der Student David Rothenhäuser gewann 2009 den INA-Event-Award in Gold für sein Konzept eines dreitägigen Public Events für Presse und Öffentlichkeit für den Launch eines Hybrid-Autos. Das Briefing hatte die Düsseldorfer Agentur Hagen Invent gestellt.
Ebenfalls 2009 wurde auf dem World Media Festival in Hamburg eine EMBA-Projektgruppe für den von ihr im Rahmen des Studiengangs Angewandte Medien für die gemeinnützige Organisation „Wellcome“ produzierten Image-Film Wellcome: Helfende Engel mit dem „Intermedia-Globe Silver“ in der Kategorie „Human Relations and Values“ ausgezeichnet.